# Пиер Жане
Пиер Мари Феликс Жанѐ (на френски: Pierre Marie Félix Janet) е известен френски пионер психиатър и философ в полето на дисоциацията и травматичната памет.

## Биография
Роден е на 30 май 1859 година в Париж, Франция. Той е възпитаник на Висшето педагогическо училище, агреже по философия. През 1889 става доктор на филологическите науки, а през 1893 – доктор на медицинските науки. След дипломирането си става ръководител на лабораторията по психология в парижката университетска болницата Салпетриера. От 1895 г. е преподавател в Сорбоната и в Колеж дьо Франс.
Умира на 24 февруари 1947 година в Париж на 87-годишна възраст.

## Научна дейност
На базата на проучване на различни клинически случаи, Пиер Жане развива диасоциативна система на психопатология, споделяйки възгледите на Шарко за хистерията като психологическа дисоциация. Според него хистерията и неврозите се предизвикват от депресия и изтощение на мозъка, което е свързано със стесняване на съзнанието и повишаване на внушаемостта. Класифицирайки хистерията като психическо разстройство, той предпочита лечението ѝ да е с хипноза, особено при затруднения в паметта и фиксациите. Пациентите с хистерия изпитват слабост, преувеличена сугестивност (внушаемост), погрешна памет и фиксация.
Психологическата му система е съчетание на анализ и синтез – всички идеи, чувства или усещания са насочени към действията. Жане, развива идеята, че здравата личност има стабилно ниво на психическа енергия, което подкрепя интегрираната система от идеи и емоции. Намаленото психично напрежение води до недостатъчна енергия за справяне с проблемите, в резултат на което възникват неврозите.
Пиер Жане отделя четири нива на психическо развитие на детето:
- Първото ниво се характеризира с развитието на моторните реакции, където значими за по-нататъшното развитие са не самите реакции, а тяхната социална обусловеност.
- Второто ниво се характеризира с развитие на перцептивните действия и на него се формира устойчивост на възприятията на предметната действителност.
- На третото ниво – социално-личностното, детето може да съгласува своите действия с действията на другите хора. Именно на това ниво той придава голямо значение, защото ако на по-ранен етап поведението се ограничава с по-прости форми на взаимопомощ, то сега става социално.
- Четвъртото ниво е на интелектуално-елементарното поведение, което се характеризира с развитието речта на детето. Чрез речта детето издава тайната на свършените действия, тъй като възрастните искат от него отчет. Овладяването на речта създава условия за развитието на мисленето на детето.

## Влияние
Пиер Жане е систематичен психолог, чиято психология на поведението предшества съвременната психология, включваща в схемата на поведение едновременно и влиянието на ситуацията и съзнателните и безсъзнателни реакции на индивида на тази ситуация за обяснение на актовете, възприемани от наблюдателя или експериментатора. Влиза в спор със Зигмунд Фройд за това, кой пръв е използвал понятието за безсъзнателното.

## Основни публикации
- „L'état mental des hystériques“, 1892.
- „Quelques definitions recentes de l’hystérie“, 1907.
- „Les médications psychologiques“, 1919.
- „La médicine psychologique“, 1924.